# Samuel Hickson
Samuel Charles Stedall Hickson, auch Samuel Charles Hickson Stedall oder einfach nur Samuel Hickson, (* 1871; † unbekannt) war ein englischer Fußballspieler, der in den Spielzeiten 1895/96 und 1896/97 Torschützenkönig in der höchsten belgischen Fußballliga wurde. Zudem wurde er mit dem FC Lüttich, dem er von 1895 bis 1903 angehörte, dreimal Meister und einmal Vizemeister. Von 1895 bis 1897 trat er auch als Spielertrainer der Mannschaft in Erscheinung.

## Karriere
Samuel Hickson kam offiziell ab 1895 für den 1892 gegründeten FC Lüttich zum Einsatz, als der Verein eines der Gründungsmitglieder des Vorläufers des Königlichen Belgischen Fußballverbandes wurde. Ab dieser Zeit kam auch sein jüngerer Bruder Stanley Stedall Hickson (* 1877; † unbekannt) für den Klub aus der zweitgrößten Stadt Belgiens zum Einsatz. In weiterer Folge gewann Samuel Hickson mit dem FC Lüttich die erste Fußballmeisterschaft der belgischen Erstklassigkeit und wurde Torschützenkönig, wobei er selbst in neun Spielen zum Einsatz kam. Im darauffolgenden Jahre konnte er diesen Titel verteidigen und rangierte mit dem FC Lüttich im Endklassement auf dem zweiten Tabellenplatz hinter dem Racing Football Club. Selbst setzte sich Hickson, der in der ersten und zweiten Spielzeit auch das Traineramt der Mannschaft übernahm, in sieben Meisterschaftsspielen ein. In den beiden Spielzeiten 1897/98 und 1898/99 konnte sich der FC Lüttich wieder behaupten und wurde erneut belgischer Fußballmeister. Dem Verein gehörte er daraufhin bis zum Jahre 1903 als Spieler an. Über sein weiteres Leben ist kaum etwas überliefert; auch gelten seine Einsatzdaten von 1895 bis 1903 als nicht gesichert; eine Quelle nennt 35 Ligaspiele und 22 -tore. Es ist davon auszugehen, dass Hickson nach seiner Zeit in Belgien wieder in die Heimat zurückgekehrt ist. Im Jahre 1911 löste ein Samuel Charles Stedall Hickson im gegenseitigen Einvernehmen mit einem Ernest Nelson Reade ein Unternehmen im Ingenieurswesen in der Shaftesbury Avenue in London auf und führte es als neue Unternehmung unter dem Namen Hickson and Company fort.

## Erfolge

### Vereinserfolge
mit dem FC Lüttich
- Meister der höchsten belgischen Fußballliga: 1895/96, 1897/98 und 1898/99
- Vizemeister der höchsten belgischen Fußballliga: 1896/97

### Individuelle Erfolge
- Torschützenkönig der der höchsten belgischen Fußballliga: 1895/96 und 1896/97